# 宮崎市立瓜生野小学校
宮崎市立瓜生野小学校（みやざきしりつ うりゅうのしょうがっこう）は、宮崎県宮崎市大字瓜生野にある公立小学校。

## 概要
歴史
1892年（明治25年）に「瓜生野尋常小学校」として創立。現校名となったのは1951年（昭和26年）。2022年（令和4年）に創立130周年を迎えた。
校章
中央に校名の頭文字である「瓜」を図案化したものを配している。
校歌
1954年（昭和29年）制定。作詞は長嶺宏、作曲は海老原直による。歌詞は3番まであり、各番の歌詞中に校名の「瓜生野小学」が登場する。
学校の木
樟（クス）
通学区域
宮崎市のうち、「大字瓜生野・大字大瀬町・大字上北方」。
中学校区は宮崎市立宮崎北中学校。

## 沿革
前史
- 1874年（明治7年）5月31日 - 荒武務が王楽寺を仮校舎として授業を開始。
- 1886年（明治19年）7月 - 小学校令施行により、簡易科（3年制）を設置の上、「簡易上野小学校」に改称。
- 1889年（明治22年）5月1日 - 町村制の施行により、宮崎郡1町（柏田）3村（上北方、瓜生野、大瀬町）が合併の上、「瓜生野村」が発足。
- 1890年（明治23年）- 尋常科（4年制）を設置の上、「尋常上野小学校」に改称。

正史
- 1892年（明治25年）6月16日 - 「瓜生野尋常小学校」と改称（創立記念日に定める）。
- 1894年（明治27年）1月 - 校舎を新築。
- 1897年（明治30年）5月24日 - 初代校長に立山成夫が任命される。当時の児童数99、職員数3。
- 1907年（明治40年）3月 - 校地を現在位置に移転。増築を行う。児童数221、職員数8。
- 1908年（明治41年）4月1日 - 改正小学校令により、尋常科の修業年限（義務教育年限）が4年から6年に改められる。これにより、尋常科5・6年を新設。また、高等科（2年制）を併置の上、「瓜生野尋常高等小学校」と改称。
- 1913年（大正2年）8月 - 校舎を増築。児童数300、職員数9。
- 1941年（昭和16年）4月1日 - 国民学校令施行により、「瓜生野村瓜生野国民学校」と改称。尋常科を初等科に改める。
- 1947年（昭和22年）- 学制改革が行われる（六・三制の実施）。
  - 4月1日 - 国民学校初等科は、新制小学校「瓜生野村立瓜生野小学校」に改組・改称。
  - 5月8日 - 国民学校高等科は、青年学校普通科とともに、新制中学校「瓜生野村立瓜生野中学校」に改組・改称。
- 1951年（昭和26年）3月25日 - 宮崎市への編入により、「宮崎市立瓜生野小学校」（現校名）と改称。
- 1957年（昭和27年）4月1日 - 瓜生野中学校と倉岡中学校が統合の上、宮崎市立宮崎北中学校が新設される。
- 1954年（昭和29年）3月 - 帽章および校歌を制定。
- 1955年（昭和30年）10月5日 - プールが完成。
- 1990年（平成2年）5月17日 - 学校の木として体育館前の「クスノキ」を指定。
- 1992年（平成4年）3月17日 - 創立100周年記念事業として、放送棟が完成。
- 2018年（平成30年）7月26日 - 体育館の改装工事を開始[4]。

## 著名な卒業生
- 吉原馬雀(落語家)

## 交通アクセス
最寄りの鉄道駅
- JR九州 日豊本線「蓮ケ池駅（車16分6.9㎞　徒歩1時間24分6.6㎞）

最寄りのバス停留所
- 宮崎交通バス「組合下」バス停より約380ｍ

最寄りの幹線道路
- 宮崎県道26号宮崎須木線「瓜生野」交差点

## 周辺
- 宮崎市立宮崎北中学校
- 宮崎市立倉岡小学校
- 西部地区農村環境改善センター
- 宮崎市北地域センター